# Sheffield United Football Club 2012-2013
Questa voce raccoglie le informazioni riguardanti lo Sheffield United Football Club nelle competizioni ufficiali della stagione 2012-2013.

## Rosa
| N. |                        | Ruolo | Calciatore              |
| -- | ---------------------- | ----- | ----------------------- |
| 1  | Inghilterra (bandiera) | P     | Mark Howard             |
| 2  | Inghilterra (bandiera) | D     | Darryl Westlake         |
| 3  | Haiti (bandiera)       | D     | Lecsinel Jean-François  |
| 4  | Inghilterra (bandiera) | D     | Danny Higginbotham      |
| 5  | Inghilterra (bandiera) | D     | Harry Maguire           |
| 6  | Inghilterra (bandiera) | D     | Matt Hill               |
| 7  | Scozia (bandiera)      | C     | Ryan Flynn              |
| 8  | Irlanda (bandiera)     | C     | Michael Doyle           |
| 9  | Inghilterra (bandiera) | A     | Christopher John Porter |
| 11 | Scozia (bandiera)      | C     | Kevin McDonald          |
| 12 | Inghilterra (bandiera) | A     | Shaun Miller            |
| 14 | Inghilterra (bandiera) | A     | Dave Kitson             |
| 15 | Scozia (bandiera)      | C     | Neill Collins           |
| 16 | Barbados (bandiera)    | A     | Jonathan Forte          |
| 17 | Inghilterra (bandiera) | A     | Richard Cresswell       |

| N. |                        | Ruolo | Calciatore         |
| -- | ---------------------- | ----- | ------------------ |
| 19 | Scozia (bandiera)      | C     | Barry Robson       |
| 21 | Inghilterra (bandiera) | A     | Jordan Chapell     |
| 23 | Scozia (bandiera)      | A     | Jamie Murphy       |
| 24 | Inghilterra (bandiera) | C     | Joe Ironside       |
| 25 | Inghilterra (bandiera) | P     | George Long        |
| 26 | Inghilterra (bandiera) | C     | Callum McFadzean   |
| 27 | Inghilterra (bandiera) | C     | Elliott Whitehouse |
| 28 | Irlanda (bandiera)     | C     | Stephen Quinn      |
| 29 | Inghilterra (bandiera) | D     | Tony McMahon       |
| 30 | Inghilterra (bandiera) | D     | Marcus Williams    |
| 32 | Inghilterra (bandiera) | D     | Terry Kennedy      |
| 33 | Inghilterra (bandiera) | D     | Aaron Barry        |
| 34 | Inghilterra (bandiera) | P     | George Willis      |
| 35 | Galles (bandiera)      | P     | Danny Coyne        |